# Semiconductor bidimensional

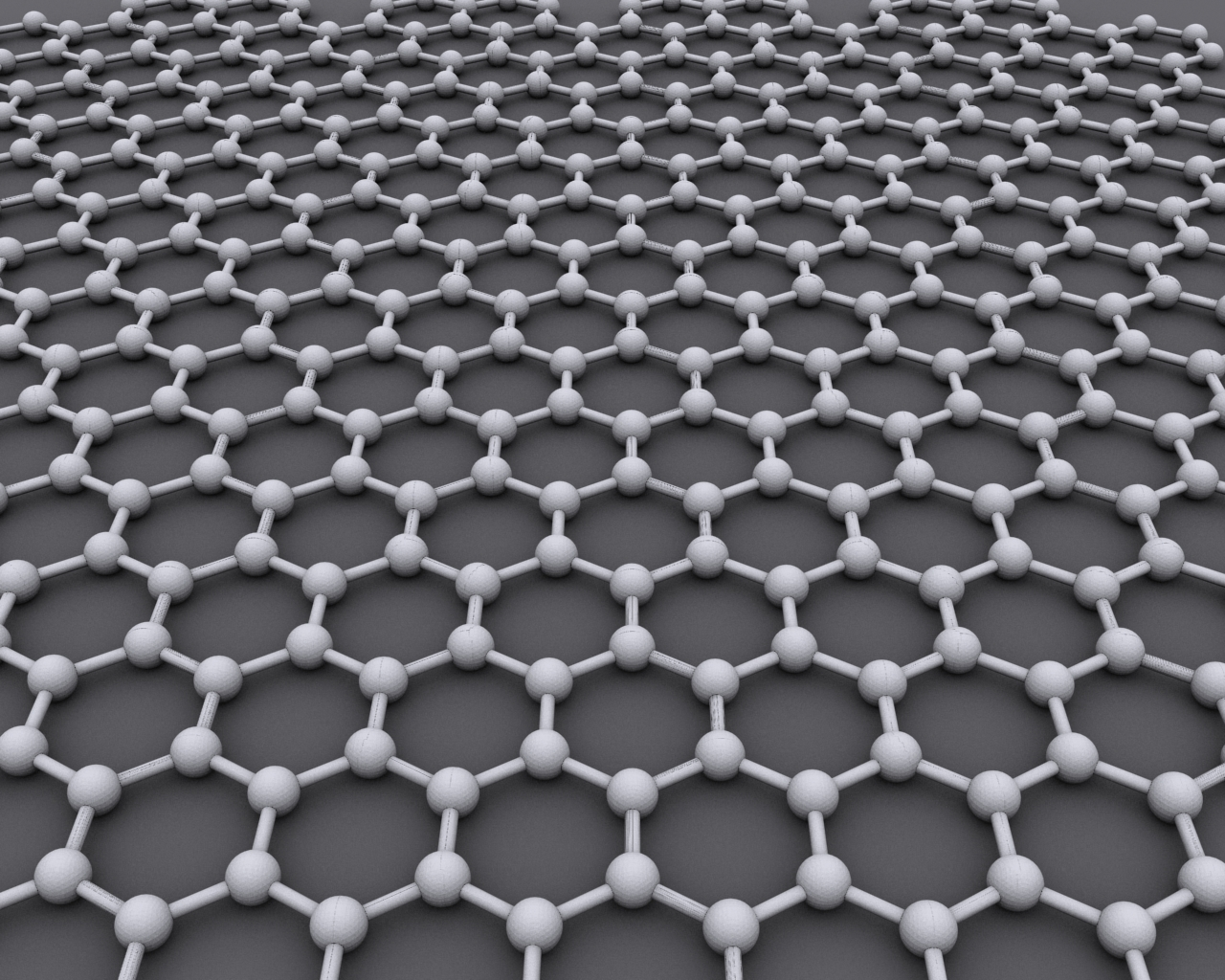
Grafè monocapa.

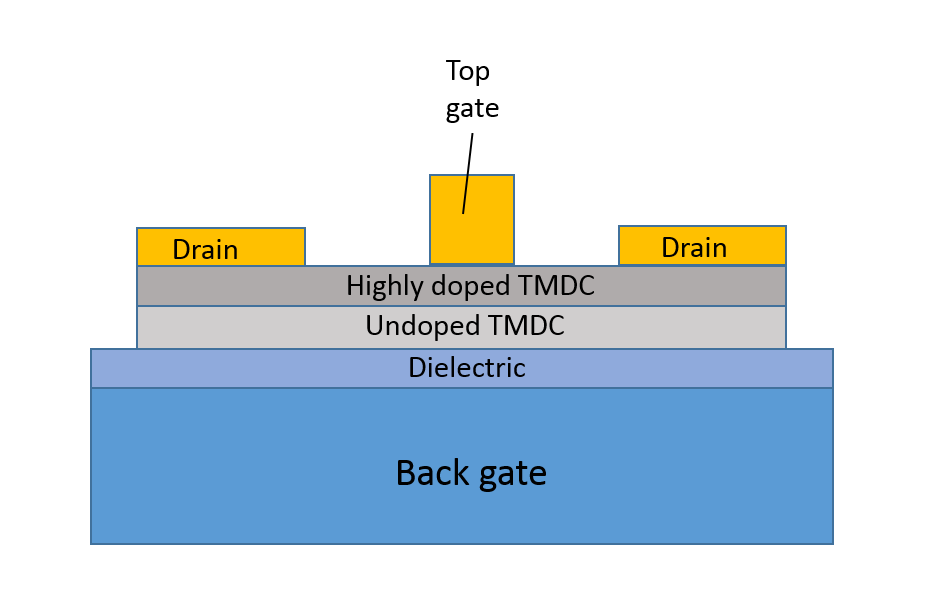
Dispositiu transistor d'alta mobilitat electrònica basat en TMDC proposat amb contacte Schottky superior i capes TMDC amb diferents nivells de dopatge.

Un semiconductor bidimensional (també conegut com a semiconductor 2D) és un tipus de semiconductor natural amb gruixos a escala atòmica. Geim i Novoselov et al. va iniciar el camp l'any 2004 quan van informar d'un nou material semiconductor grafè, una monocapa plana d'àtoms de carboni disposats en una xarxa de bresca 2D. Un semiconductor monocapa 2D és important perquè presenta un acoblament piezoelèctric més fort que les formes a l'engròs utilitzades tradicionalment. Aquest acoblament podria habilitar aplicacions. Un dels focus d'investigació és el disseny de components nanoelectrònics mitjançant l'ús de grafè com a conductor elèctric, nitrur de bor hexagonal com a aïllant elèctric i un dicalcogenur de metall de transició com a semiconductor.
El grafè, format per làmines individuals d'àtoms de carboni, té una alta mobilitat d'electrons i una alta conductivitat tèrmica. Un dels problemes relacionats amb el grafè és la seva manca de banda intermitent, que suposa un problema, en particular, amb l'electrònica digital perquè no és capaç d'apagar els transistors d'efecte de camp (FET). Els nanofulls d'altres elements del grup IV (Si, Ge i Sn) presenten propietats estructurals i electròniques similars al grafè.
El nitrur de bor hexagonal monocapa (h-BN) és un aïllant amb una gran bretxa d'energia (5,97 eV). No obstant això, també pot funcionar com a semiconductor amb una conductivitat millorada a causa de les seves vores afilades en ziga-zaga i vacants. h-BN s'utilitza sovint com a substrat i barrera a causa de la seva propietat aïllant. h-BN també té una gran conductivitat tèrmica.
Les monocapes de dicalcogenur de metalls de transició (TMD o TMDC) són una classe de materials bidimensionals que tenen la fórmula química MX₂, on M representa metalls de transició del grup VI, V i VI, i X representa un calcogen com ara sofre, seleni o tel·luri. MoS₂, MoSe₂, MoTe₂, WS₂ i WSe₂ són TMDC. Els TMDC tenen una estructura en capes amb un pla d'àtoms metàl·lics entre dos plans d'àtoms de calcogen, tal com es mostra a la figura 1. Cada capa està fortament unida en el pla, però feblement en capes intercalades. Per tant, els TMDC es poden exfoliar fàcilment en capes atòmicament primes mitjançant diversos mètodes. Els TMDC mostren propietats òptiques i elèctriques que depenen de la capa. Quan s'exfolia en monocapes, els buits de banda de diversos TMDC canvien d'indirectes a directes, que donen lloc a àmplies aplicacions en nanoelectrònica, optoelectrònica i computació quàntica.